# Truth or Dare (película de 2012)
Truth or Dare (estrenada en los Estados Unidos como Truth or Die) es una película británica de terror psicológico de 2012 dirigida por Robert Heath y escrita por Matthew McGuchan. La película está protagonizada por David Oakes, Tom Kane, Jennie Jacques, Liam Boyle, Jack Gordon, Florence Hall y Alexander Vlahos. Hizo 2,5 millones en taquilla frente a su presupuesto de 1 millón. 

## Argumento
La película comienza en una fiesta de fin de curso de Halloween en una casa, donde un chico tranquilo llamado Felix (Tom Kane) entra solo. También hay un grupo de amigos, entre ellos Chris (Jack Gordon), un niño mimado, con su apacible novia, Gemma (Florence Hall), su amigo Paul (Liam Boyle), con su novia, la áspera Eleanor (Jennie Jacques), y su amigo traficante de drogas, Luke (Alexander Vlahos).
Félix parece encariñarse con Gemma y la observa desde la distancia durante la mayor parte de la fiesta, captando la atención de Luke. Luke le da cocaína a Félix y lo convence de ir a hablar con ella (aunque sabiendo las consecuencias que se avecinan). Félix la invita a salir, pero ella lo rechaza cortésmente. Mientras tanto, Paul y Eleanor intentan tener sexo en una habitación de arriba, pero Paul se desmaya borracho. Abatida, Eleanor decide jugar a verdad o reto con los otros invitados a la fiesta, abajo.
La botella gira y cae sobre Felix, quien elige la verdad, y Eleanor le pide que elija a cualquiera con quien le gustaría cumplir su fantasía. A regañadientes, elige a Gemma, que parece algo avergonzada. Chris se pone celoso y se burla de Felix, antes de golpearlo. Gemma deja a Chris y corre a consolar a Félix.
Meses después, después de las vacaciones de Navidad, los cinco amigos reciben una invitación para la fiesta sorpresa de cumpleaños de Félix. Se revela que Félix proviene de una familia muy adinerada, y esto se da cuenta cuando llegan a su casa; una mansión hermosa, pero aparentemente abandonada. Después de intentar encontrar una forma de entrar al edificio, son interrumpidos por el jardinero, Woodbridge (David Sterne), quien les dice la dirección correcta; una pequeña choza a media milla por el camino trillado, en el bosque detrás de la mansión. Caminan por el bosque hasta la choza, donde son recibidos por un misterioso y apuesto hombre llamado Justin (David Oakes), quien se revela como el hermano mayor de Felix.
Justin revela que, debido a la cancelación del vuelo de última hora, Félix no podrá unirse a ellos en la fiesta, pero les invita a quedarse a tomar una copa de todos modos. El grupo comienza a sentirse cómodo y descubre que Justin es un soldado bien entrenado que recientemente regresó de tres giras por Afganistán. También se revela que Justin es particularmente homofóbico, y lanza insultos homosexuales con frecuencia y de manera casual.
Justin sugiere que jueguen un juego de la verdad o se atrevan a animar la fiesta, y al poco tiempo comienza a hacerles preguntas sobre la noche de la fiesta de Halloween y les revela a todos que mintió sobre la ausencia de Félix. Él les dice que Félix en realidad se colgó del techo de la choza, la noche después de la fiesta, con nada más que una postal en el bolsillo con la leyenda "¡Verdad o reto, perra!" (algo que Chris le había dicho anteriormente). Justin amenaza con que nadie puede irse hasta que sepa quién escribió la postal, que cree que llevó a su hermano al suicidio. Continúa explicando cómo el suicidio de Félix ha traído una gran vergüenza a su familia (siendo ambos muy religiosos y respetados), y la única forma de reconciliar esta vergüenza es hacer justicia a los responsables.
Cuando el grupo intenta irse, Justin le dispara a Chris en la pierna y convence a Luke de que actúe como su compañero durante toda la noche y ate a todos los demás.
Justin insiste en continuar su juego de verdad o reto incorporando un método de tortura que él llama 'La prueba del ácido', en el que Gemma es alimentada a la fuerza con un tubo conectado a dos frascos de líquido transparente idéntico; se dice que uno está lleno de agua del grifo y el otro ácido de batería. Justin obliga a Chris a elegir un frasco y, afortunadamente, elige el que contiene agua. Más tarde, Justin intercambia los roles, obliga a Chris a alimentarse con el tubo y obliga a Paul a elegir un frasco. Con Justin cambiando la posición de los frascos, Paul elige sin querer el que contiene ácido, y Chris muere ahogado, sangrando abundantemente por la boca.
Antes de que Justin pueda continuar, el grupo es interrumpido por un intruso que llama a la puerta (que se revela como el amigo traficante de drogas de Luke, Jonesy (Jason Maza), que los siguió a la fiesta). Después de que Luke no logra convencer a Jonesy de que se vaya, Justin interviene rompiéndole el brazo y amenazando con dispararle, antes de entregarle el arma a Luke y darle un ultimátum; dado que hay una probabilidad de 50-50 de disparar una bala o una bala, puede arriesgarse a dispararle a Jonesy, matarlo o dispararle a Justin, y poder irse con sus amigos sobrevivientes. Justin le asegura a Luke que si dispara un tiro en blanco a Jonesy, puede quedar libre, pero si le dispara un tiro en blanco, lo matará en su lugar. De mala gana, Luke dispara a Jonesy, matándolo. Mientras tanto, Gemma se suelta las ataduras y escapa por la ventana trasera.
Al regresar a la choza y encontrar a Gemma desaparecida, Justin se va a buscarla, mientras que Luke se queda para vigilar a Paul y Eleanor.
Gemma llega a la mansión y busca ayuda, pero se aterroriza al encontrar a Felix, vivo pero postrado en cama y casi completamente paralizado. Woodbridge llega y, apuntando con una escopeta a Gemma, revela que fue él quien encontró a Felix colgado en la choza y lo ha estado cuidando desde entonces; él y Gemma se pelean y en un intento de quitarle el arma. , es herido de muerte. Justin llega a la casa y le rompe el cuello a Gemma frente a Felix, antes de burlarse de su hermano con su cadáver.
Mientras tanto, de vuelta en la choza, Luke se muestra reacio a liberar a Paul y Eleanor, alegando que como se ganó la confianza de Justin y también es responsable de matar a Jonesy, espera que Justin use sus conexiones para evitar que lo castiguen. También revela que fue él quien envió la postal. Sin embargo, después de convencerlo de que la ayude a inhalar cocaína mientras ella está atada, Eleanor muerde el dedo meñique de Luke, lo envía volando hacia atrás y se empala en la parte posterior de la cabeza con una herramienta que yace en el suelo, matándolo. Liberándose, Paul y Eleanor intentan escapar, pero con la herida de la pierna de Paul sangrando, no llegan muy lejos, antes de que Justin regrese con Felix, en una silla de ruedas. Los tres estallan en una pelea, en la que Eleanor logra dispararle a Justin en el hombro y quemarlo gravemente al romperle la cabeza con el frasco de ácido de batería.
Justin luego se despierta atado a un poste de Eleanor, mientras Paul intenta encender el auto de Justin afuera para que escapen. Eleanor revela que nunca fue realmente la postal lo que llevó a Félix al suicidio, sino un video con el que lo había chantajeado a cambio de dinero para ayudar a salvar el negocio en quiebra de su padre. Ella explica que después de que Félix fuera humillado en el juego de verdad o reto, ella lo sedujo y lo convenció para que le practicara sexo oral al inconsciente Paul, arriba; el miedo de que su hermano descubriera su sexualidad cuestionable fue lo que llevó a Félix a intentar suicidarse. Luego le da a Félix una granada y escapa con Paul, mientras la casa explota, matando a los dos hermanos.

## Reparto
- David Oakes como Justin
- Tom Kane como Felix
- Liam Boyle como Paul
- Jack Gordon como Chris
- Florence Hall como Gemma
- Jennie Jacques como Eleanor
- Alexander Vlahos como Luke
- Jason Maza como Jonesy
- David Sterne como Woodbridge

## Lanzamiento
Los derechos de distribución se vendieron en el American Film Market el 3 de noviembre de 2011.
Truth or Dare se lanzó directamente en video el 27 de agosto de 2012 en el Reino Unido y el 9 de octubre en Estados Unidos.

## Recepción
Dave Aldridge de Radio Times declaró en su reseña de la película: "Truth or Dare está hábilmente hecha y decentemente actuada. Tiene sus sangrientos momentos de película de terror, pero el director Robert Heath sabiamente pone el mismo énfasis en la psicología de su situación de rehenes".